# Color gitano
«Color gitano» es el sencillo de debut de Kendji Girac, el ganador de la tercera temporada de la competición de canto televisada The Voice: la plus belle voix, transmitida del 11 de enero al 10 de mayo de 2014.
«Color gitano» es una canción bilingüe, escrita en francés y español. Su ritmo está influido en la música tradicional gitana.

## Posicionamiento en listas
| Lista (2014)                    | Mejor posición |
| ------------------------------- | -------------- |
| Bélgica (Valonia) (Ultratop 50) | 27             |
| Francia (SNEP)                  | 11             |